# خسرو اقبال
خسرو اقبال از روزنامه نگاران تاریخ معاصر ایران در دهه‌های ۱۳۲۰ و ۱۳۳۰ شمسی؛ و از بنیانگذاران  ژورنالیسم جدید در ایران بود.

## زندگی‌نامه
او در سال ۱۲۹۱ هجری شمسی در شهر ترشیز چشم به جهان گشود وی فرزند میرزا ابوتراب‌خان مقبل‌السلطنه خراسانی بود. خسرو اقبال فارغ‌التحصیل دانشکده حقوق دانشگاه تهران بود.
مهم‌ترین مقطع زندگی سیاسی او همان سال‌های پس از شهریور ۱۳۲۰ است که حزب پیکار و روزنامه نبرد را ایجاد کرد.
حزب پیکار در سال ۱۳۲۱ به رهبری خسرو اقبال تأسیس شد. اعضای این حزب را بیش‌تر دانشجویان حقوق و قضات، یعنی همکلاسی‌ها و همکاران خسرو اقبال، تشکیل می‌دادند.
خسرو اقبال از بنیانگذاران   پدیده‌ای است که امروزه به «مطبوعات زنجیره‌ای» معروف شده؛ یعنی با توقیف هر روزنامه امتیاز روزنامه دیگری را به کار می‌گرفت. معروف‌ترین روزنامه‌های وابسته به شبکه مطبوعاتی خسرو اقبال نبرد، ایران ما و داریا بود
وی در روز جمعه، ۲ تیر ۱۳۸۶ برابر با ۲۲ ژوئن ۲۰۰۷ (میلادی) در بیمارستانی در شهر واشینگتن در ۹۵ سالگی درگذشت.